# Línea 421 (Buenos Aires)
La línea 421 fue una línea de colectivos del Área Metropolitana de Buenos Aires. Que unía Avellaneda con Luis Guillón. Fue la primera línea de jurisdicción provincial operada por el Grupo DOTA.
La línea fue operada por Transportes Larrazabal C.I.S.A. que también opera las líneas 20, 117, 161, 188 y 514.

## Historia
La línea 421 fue inaugurada por Expreso Caraza S.A.C. en enero de 1991, con la idea de prestar un servicio fraccionado de la Línea 20, uniendo el Puente Victorino de la Plaza con el Camino Negro, pero esto fue luego descartado al extender su recorrido hacia Avellaneda.
La línea comenzó a circular con colectivos radiados de las líneas 20 y 188, pero en 1995, recibió sus primeros colectivos cero kilómetro.
Tras la crisis de Expreso Caraza a mediados de la Década del 2000, la línea comenzó a ser operada por el Grupo DOTA, a través de Transportes Larrazabal C.I.S.A.
Su servicio fue suspendido el 19 de marzo de 2025, sin una fecha de reactivación.[cita requerida]

## Ramales

### Cruce de Lomas - Avellaneda[3]

#### Ramal 5 x Puente de la Noria
Fue el único ramal de la línea en servicio al momento de su cierre, unía el Cruce de Lomas, ubicado en la intersección de la Ruta Provincial 4 y la Avenida Juan XXIII, con la localidad de Avellaneda, ubicada en el sur del conurbano bonaerense.
- Avenida Juan XXIII

- Oslo

- Juan Meléndez Valdez

- Francisco Siritto

- Presidente Juan Domingo Perón

- Colectora de Camino Negro

- General Juan José Valle

- Carlos Pellegrini

- Coronel Osorio

- Coronel Domingo Milán

- Coronel Moliendo

- Coronel Osorio

- Av. Remedios de Escalada de San Martín

- Avenida Rivadavia

- Chile

- Avenida Cabildo

- Avenida Bernardino Rivadavia

- Av. Hipólito Yrigoyen

- Colón

- Maipú

- Juan B. Palaá

- Mariano Acosta

- Av. Bartolomé Mitre

- José Ignacio Rucci

### Ramal 1 x Ejército de los Andes (Sin Operaciones)
Anteriormente, la línea 421 poseía un segundo ramal pero este se encuentra actualmente sin prestar servicios, este mismo unía el Cruce de Lomas con Avellaneda, con la diferencia que lo hacía atravesando la Av. Ejército de Los Andes, en lugar de ir hasta Puente de la Noria.
- Avenida Juan XXIII

- Oslo

- Juan Meléndez Valdez

- Francisco Siritto

- Presidente Juan Domingo Perón

- Colectora de Camino Negro

- Virgen de Itatí

- Plumerillo

- Ejército de Los Andes

- Av. General José de San Martín

- Av. Remedios de Escalada de San Martín

- Avenida Rivadavia

- Chile

- Avenida Cabildo

- Avenida Bernardino Rivadavia

- Av. Hipólito Yrigoyen

- Colón

- Maipú

- Juan B. Palaá

- Mariano Acosta

- Av. Bartolomé Mitre

- José Ignacio Rucci

## Pasajeros
| Año  | Pasajeros | Pasajeros por día | Variación |
| ---- | --------- | ----------------- | --------- |
| 2016 | 1 127 992 | 3 082             | 0,00%     |
| 2017 | 1 071 338 | 2 935             | 5,02%     |
| 2018 | 1 045 614 | 2 865             | 2,40%     |